# Arturo Di Modica
Pour les articles homonymes, voir Modica (homonymie).
Arturo Di Modica est un artiste italo-américain, né le 26 janvier 1941 à Vittoria en Sicile et mort le 19 février 2021 dans son village natal, rendu célèbre par sa sculpture Charging Bull, appelée aussi Wall Street Bull (« Le Taureau de Wall Street »), qu'il avait initialement installée devant la bourse de New York en décembre 1989 sans en avoir reçu la permission. L'œuvre, qui a été prêtée au New York City Department of Parks and Recreation, est actuellement située près du Bowling Green Park.
Di Modica a vécu 40 ans à New York. Il travaillait sur un projet de création d'une paire de chevaux de bronze de 40 mètres destiné à être érigé dans son village natal afin de lui rendre hommage ; ses élèves devront terminer sa dernière œuvre.